# تفجيرات كربلاء 2011
تفجيرات كربلاء 2011 هي سلسلة من الهجمات الإرهابية التي وقعت في 24 يناير 2011 في مدينة كربلاء، العراق. استهدفت هذه الهجمات الزوار الشيعة الذين كانوا يتجهون إلى كربلاء لإحياء ذكرى أربعينية الإمام الحسين. أسفرت التفجيرات عن مقتل 27 شخصًا وإصابة 78 آخرين، مما جعلها واحدة من أكثر الهجمات دموية في تلك الفترة. تُعد تفجيرات كربلاء 2011 من أبرز الهجمات التي استهدفت الزوار الشيعة في العراق، مما يبرز التحديات الأمنية التي تواجهها البلاد. كما تسلط الضوء على محاولات الجماعات المسلحة لإثارة الفتنة الطائفية وزعزعة الاستقرار.

## الخلفية
تأتي هذه الهجمات في سياق تصاعد العنف الطائفي في العراق بعد الغزو الأمريكي عام 2003. كانت الجماعات المسلحة، مثل تنظيم القاعدة في العراق، تستهدف بشكل متكرر التجمعات الشيعية خلال المناسبات الدينية بهدف إثارة الفتنة الطائفية وزعزعة استقرار البلاد.

## تفاصيل الهجمات
وقعت الهجمات في صباح يوم 24 يناير 2011، حيث انفجرت سيارتان مفخختان في منطقتين مختلفتين من كربلاء. استهدفت السيارة الأولى موقفًا للحافلات يقل زوارًا قادمين إلى المدينة، بينما انفجرت السيارة الثانية بالقرب من نقطة تفتيش أمنية. كما فجر انتحاري نفسه بحزام ناسف وسط تجمع للزوار، مما زاد من عدد الضحايا.

## ردود الفعل
أدان المسؤولون العراقيون الهجمات بشدة، واعتبروها محاولة لإثارة الفتنة الطائفية وتقويض الأمن في البلاد. كما شددوا على ضرورة تعزيز الإجراءات الأمنية خلال المناسبات الدينية.

## التحقيقات
لم تعلن أي جهة مسؤوليتها عن الهجمات، ولكن السلطات العراقية اشتبهت في تورط تنظيم القاعدة في العراق، نظرًا لأسلوب التنفيذ والأهداف المستهدفة. تم فتح تحقيقات موسعة للقبض على المتورطين وتقديمهم للعدالة.